# マーダーズ・イン・ビルディング
『マーダーズ・イン・ビルディング』（原題:Only　 Murders in the Building）は、スティーブ・マーティンとジョン・ホフマンが制作したアメリカのコメディミステリーテレビシリーズである。全10話の4シーズンは、 2021年8月、2022年6月、2023年8月、2024年8月にHuluで初公開された。2025年シーズン5が公開予定。

## 概要
このシリーズは初放送以来、批評家から高い評価を受けており、評論家は犯罪小説に対するコメディー的なアプローチとキャストの演技を高く評価している
。このシリーズは、プライムタイム・エミー賞 作品賞 (コメディ・シリーズ部門)とゴールデングローブ賞 テレビドラマ部門 作品賞 (ミュージカル・コメディ部門)にノミネートされた。マーティン、ショート、ゴメスは、その演技により、プライムタイム・エミー賞とゴールデングローブ賞の演技部門にノミネートされた。
日本では、2022年9月14日にシーズン1、2の字幕版と吹替版が独占配信された。吹替版は、山寺宏一がDisney+のイベントで『日本語吹替版作らないんですか？』と提案したことで製作が決定し、山寺はマーティン・ショートの吹替を担当したほか、キャスティング協力という形でも作品に関わった。

## キャスト
| 役名                           | 俳優                                      | 日本語吹替                                |
| ------------------------------ | ----------------------------------------- | ----------------------------------------- |
| チャールズ＝ヘイデン・サベージ | スティーブ・マーティン                    | 羽佐間道夫                                |
| オリバー・パトナム             | マーティン・ショート                      | 山寺宏一                                  |
| メイベル・モラ                 | セレーナ・ゴメス                          | 林原めぐみ                                |
| バニー                         | ジェイン・ハウディシェル                  | 大西多摩恵                                |
| サム                           | ジャブーキー・ヤング＝ホワイト            | 神尾晋一郎                                |
| ポピー・ホワイト               | アディーナ・ヴァーソン                    | 外石咲                                    |
| ハワード・モリス               | マイケル・シリル・クレイトン              | 丸山壮史                                  |
| シンダ・カニング               | ティナ・フェイ                            | 小松由佳                                  |
| ウィリアムス刑事               | ダヴァイン・ジョイ・ランドルフ            | 水野ゆふ                                  |
| サズ・パタキ                   | ジェーン・リンチ                          | 野沢由香里                                |
| ジョナサン                     | ジェイソン・ヴィージー                    | 相沢まさき                                |
| ウィル・サベージ               | ライアン・ブルサード                      | 奈良徹                                    |
| ゾーイ                         | オリビア・レイス                          | ふじたまみ                                |
| レスター                       | テディ・コルカ                            | 菊池通武                                  |
| ユマ・ヘラー                   | ジャッキー・ホフマン                      | 野村須磨子                                |
| マーブ                         | ダニエル・オレスケス                      | 牛山茂                                    |
| 第１シーズン                   |                                           |                                           |
| ジャン・ベローズ               | エイミー・ライアン                        | 戸田恵子                                  |
| テディ                         | ネイサン・レイン                          | 安原義人                                  |
| オスカー                       | アーロン・ドミンゲス                      | 中村悠一                                  |
| スティング                     | スティング                                | 山路和弘                                  |
| ティム・コノ                   | ジュリアン・スィーヒ                      | 内田夕夜                                  |
| テオ                           | ジェームズ・ケイヴァリー                  | N/A                                       |
| スタンリー                     | ラッセル・G・ジョーンズ                   | 町田政則                                  |
| アースラ                       | メレディス・ホルツマン                    | 斉藤貴美子                                |
| アルナブ                       | モーリク・パンチョリー                    | 中村章吾                                  |
| イドコ                         | ザイナブ・ジャー                          | 平野夏那子                                |
| アニータ                       | メレディス・ホルツマン                    | 柴田絵梨花                                |
| タボ・モーラ                   | エステバン・ベニート                      | 坂詰貴之                                  |
| シルヴィア・モーラ             | マンディ・ゴンザレス                      | 佐々木優子                                |
| ジミー・ファロン               | ジミー・ファロン                          | 八木岳                                    |
| 第２シーズン〜                 |                                           |                                           |
| アリス・バンクス               | カーラ・デルヴィーニュ                    | 斎賀みつき                                |
| エイミー・シューマー           | エイミー・シューマー                      | 勝生真沙子                                |
| アイバン                       | アリエル・シャフィール                    | 星野祐司                                  |
| クレプス刑事                   | マイケル・ラパポート                      | 小形満                                    |
| チャールズの父                 | ベン・リビングストン                      | 松本保典                                  |
| ニーナ                         | クリスティーン・コー                      | 梁純夏                                    |
| リアム                         | ダマニ・ヴェルナド                        | 山本祥太                                  |
| ルーシー                       | ゾーイ・コレッティ                        | 浅野真澄                                  |
| アルベルト                     |                                           | 阪口周平                                  |
| ポーレット                     |                                           | 高野憲太朗                                |
| ジョイ                         | アンドレア・マーティン                    | 定岡小百合                                |
| キアラ                         |                                           | 加藤有生子                                |
| レオノーラ                     | シャーリー・マクレーン                    | 鳳芳野                                    |
| 第３シーズン〜                 |                                           |                                           |
| ベン・グレンロイ               | ポール・ラッド                            | 加瀬康之                                  |
| ロレッタ                       | メリル・ストリープ                        | 高島雅羅 →平野文                          |
| ディッキー                     | ジェレミー・シャーモス                    | 木村雅史                                  |
| トバート                       | ジェシー・ウィリアムズ                    | 白熊寛嗣                                  |
| キンバー                       | アシュリー・パーク                        | 半場友恵                                  |
| グレッグ                       | エイドリアン・マルティネス                | 遠藤純一                                  |
| ドナ                           | リンダ・エモンド                          | 宮寺智子                                  |
| クリフォード                   | ウェズリー・テイラー                      | 井上悟                                    |
| K・T                           |                                           | 橘U子                                     |
| タイ                           |                                           | 清水優譲                                  |
| ボボ                           | ドン・D・リベラ                           | 林太久麿                                  |
| ジャッキー                     |                                           | 二階堂結                                  |
| ジェリー                       | ピーター・バートレット                    | 魚建                                      |
| トリクシー                     |                                           | 久保田民絵                                |
| マシュー・ブロデリック         | マシュー・ブロデリック                    | 松本保典                                  |
| メル・ブルックス               | メル・ブルックス                          | 堀越富三郎                                |
| その他                         | N/A                                       | 原田萌 水野ゆふ                           |
| 第４シーズン〜                 |                                           |                                           |
| ベヴ・メロン                   | モリー・シャノン                          | 斎藤恵理                                  |
| ユージン・レヴィ               | ユージン・レヴィ                          | 岩崎ひろし                                |
| ザック・ガリフィアナキス       | ザック・ガリフィアナキス                  | 奈良徹                                    |
| エヴァ・ロンゴリア             | エヴァ・ロンゴリア                        | 日野由利加                                |
| スコット・バクラ               | スコット・バクラ                          | 内田直哉                                  |
| マーシャル                     | ジン・ハ                                  | 高橋大輔                                  |
| トリーナ・ブラザーズ           | キャサリン・コーエン                      | 佐久間友理                                |
| タウニー・ブラザーズ           | シエナ・ウェーバー                        |                                           |
| モニカ                         | シャノン・ウェイス                        | 三田麻鈴                                  |
| トッド                         | エリック・ウィリアム・モリス              | 山神敏史                                  |
| サル                           | マリック・ボヴィーノ                      | 金馬貴之                                  |
| ルディ                         | クメイル・ナンジアニ                      | 上田燿司                                  |
| ベニス・フィッシュ             | リチャード・カインド                      |                                           |
| チャールズの妹                 | メリッサ・マッカーシー                    |                                           |
|                                | ダフネ・ルービン＝ヴェガ                  |                                           |
| その他                         | N/A                                       | 川内一子                                  |
| 日本語版スタッフ               |                                           |                                           |
| 演出                           | 杉本理子                                  | 杉本理子                                  |
| 翻訳                           | 小路真由子、安喜聖恵                      | 小路真由子、安喜聖恵                      |
| 日本語字幕                     | 高橋百合子                                | 高橋百合子                                |
| 録音・調整                     | 辻誠                                      | 辻誠                                      |
| 録音制作                       | 中島奈菜                                  | 中島奈菜                                  |
| スタジオ                       | IMAGICAエンタテインメントメディアサービス | IMAGICAエンタテインメントメディアサービス |

## エピソード
| シーズン | シーズン | 話数 | 話数 | 放送期間      | 放送期間       |
| シーズン | シーズン | 話数 | 話数 | 初回放送      | 最終回放送     |
| -------- | -------- | ---- | ---- | ------------- | -------------- |
|          | 1        | 10   | 10   | 2021年8月31日 | 2021年10月19日 |
|          | 2        | 10   | 10   | 2022年6月28日 | 2022年8月23日  |
|          | 3        | 10   | 10   | 2023年8月8日  | 2023年10月3日  |